# 宇野千代
宇野 千代（うの ちよ、1897年〈明治30年〉11月28日 - 1996年〈平成8年〉6月10日）は、大正・昭和・平成にかけて活躍した日本の小説家、随筆家。多才で知られ、編集者、着物デザイナー、実業家の顔も持った。作家の尾崎士郎、梶井基次郎、画家の東郷青児、北原武夫など、多くの著名人との恋愛・結婚遍歴を持ち、その波乱に富んだ生涯はさまざまな作品の中で描かれている。日本芸術院会員。

## 来歴

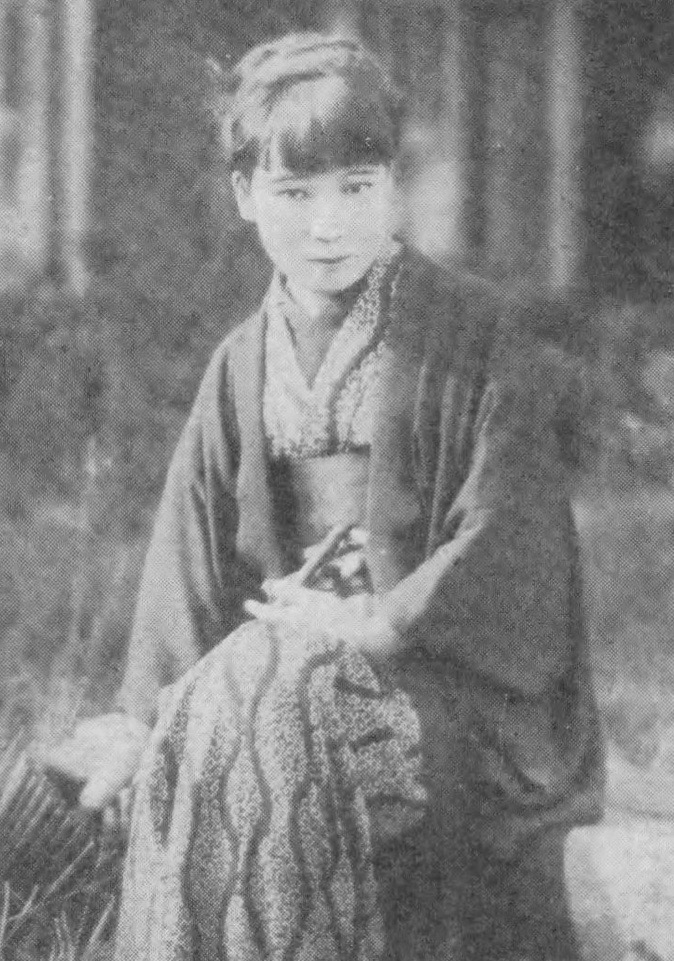
『女人藝術』1928年11月号より

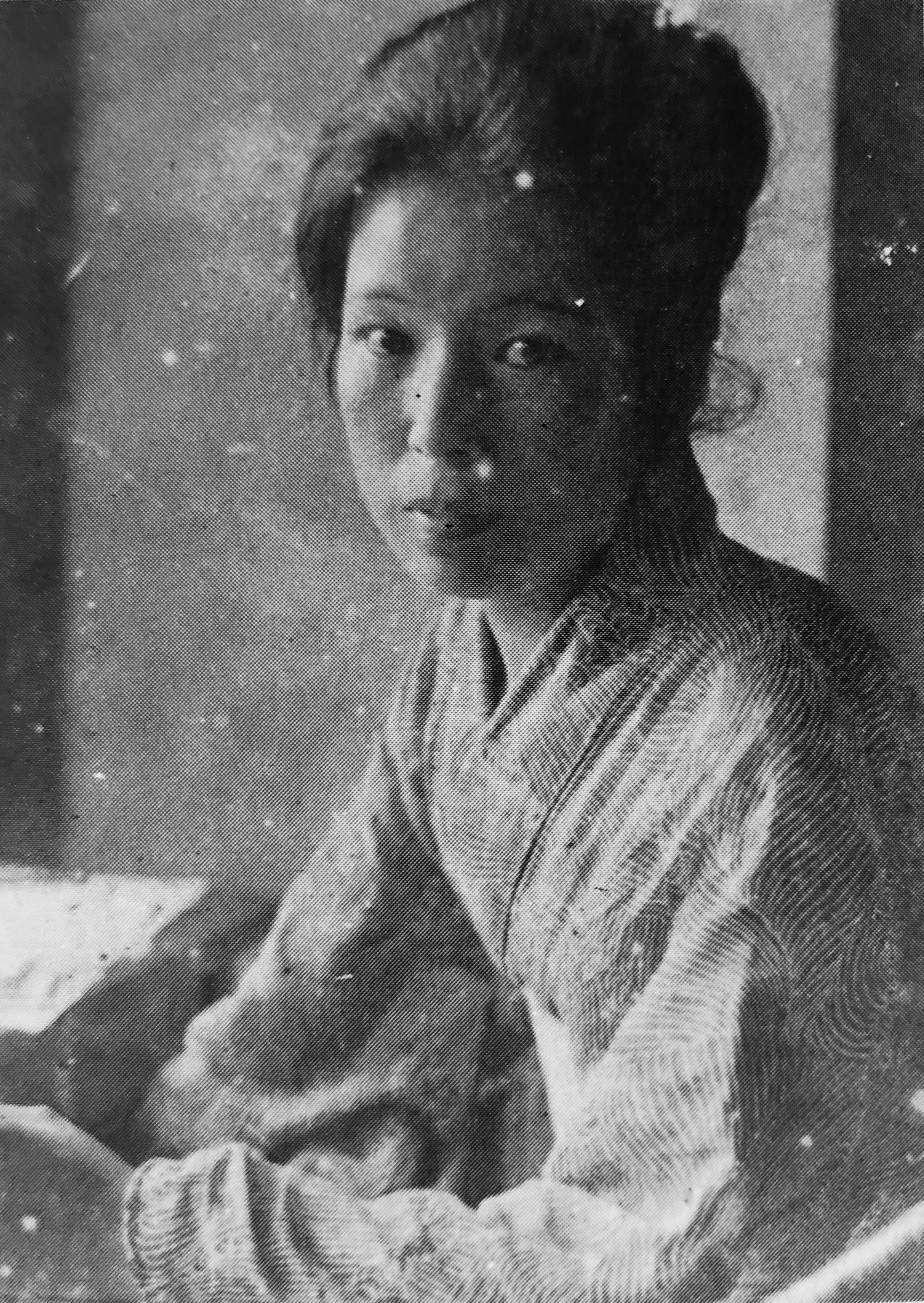
尾崎士郎と結婚していた時期（1926年 - 1930年）に撮られた写真

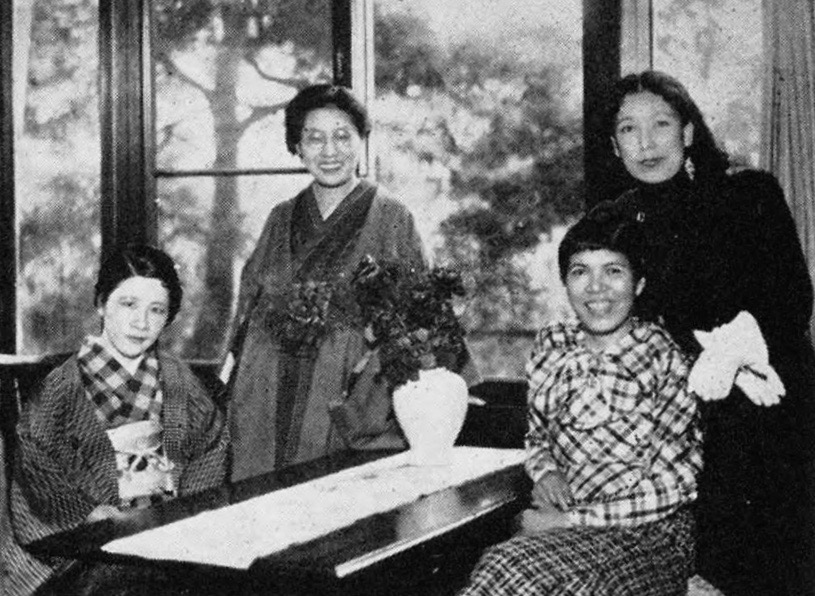
左から林芙美子、佐多稲子、吉屋信子、宇野千代。1935年11月撮影。

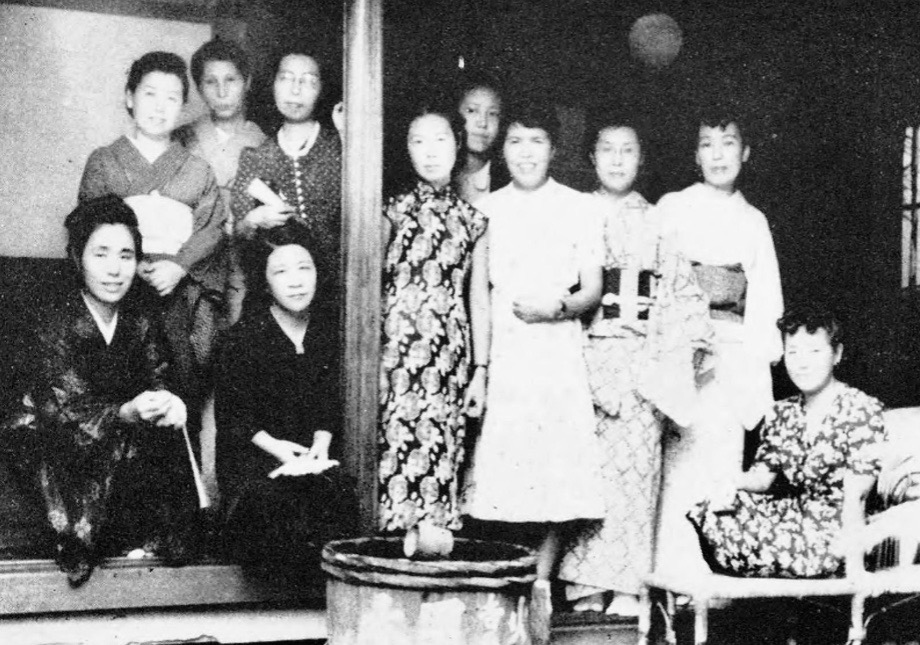
真杉静枝、村岡花子、井上まつ、林芙美子、円地文子、関露、吉屋信子、佐多稲子、宇野千代、三宅艶子ら。1943年、麹町の吉屋の自宅で撮影。

山口県玖珂郡横山村（現・岩国市）出身。実家は酒造業を営む裕福な家だが、父親は生涯生業に就いたことはなく、博打好きだった。千代が幼いころに母親がなくなり、父親は千代と12歳しか違わない若い娘と再婚。千代は実母と思って育ち、大変慕っていた。この継母が「おはん」のモデルとされる。
岩国高等女学校（現・山口県立岩国高等学校）卒。14歳で義母の姉の子（従兄）藤村亮一と結婚するが10日ほどで実家へ帰る。小学校の代用教員となるが、職場恋愛したことにより免職処分となり相手の男性とも破局。その後朝鮮京城へ行くがとんぼ返りで舞い戻り、元夫の弟・藤村忠と結婚。京都に住んだあと上京。本郷三丁目の西洋料理店・燕楽軒で給仕のアルバイトを18日間している間に久米正雄や芥川龍之介と知り合い、今東光とは親交を結んだ。その後北海道へ行くが、1921年（大正10年）『時事新報』の懸賞短編小説に『脂粉の顔』が一等で当選し作家としてデビュー。
文章がこんなに金になるのかと驚き、執筆活動に専念。『墓を暴く』を中央公論に送ったが、いっこうに返事がないので上京したところ、すでに掲載されていたことを知り、その場で原稿料をもらう。あまりの大金であったため、その足で岩国の実家に戻り、母親に原稿料の一部を渡す。北海道に戻る途中、今後の打ち合わせとお礼を兼ねて中央公論に立ち寄った際に尾崎士郎を紹介され、ひと目惚れし、そのまま東京で暮らし始める。
1936年にはファッション雑誌『スタイル』を創刊。表紙絵は藤田嗣治、題字は東郷青児が描き、のちに夫となる北原武夫とともに編集を務めた。戦時中にいったん廃刊するものの、1946年に再び刊行し、成功を収めた。着物のデザインも始め、スタイル誌で紹介、販売もした。
作家としては寡作で、戦後10年近く沈黙していた。1960年代からまた書き始め、1980年代からは女性向けの恋愛論・幸福論・長寿論などのエッセイを数多く書いた。小説は10年かけて書かれた『おはん』、『色ざんげ』（『中央公論』1933年9月-1935年3月連載、4月刊行。東郷青児との関係を描いたもの）、『或る一人の女の話』などがある。1970年（昭和45年）に『幸福』で女流文学賞、1972年（昭和47年）に日本芸術院賞受賞、同年日本芸術院会員。1974年（昭和49年）には『雨の音』を発表、1982年（昭和57年）に菊池寛賞受賞。その翌年発表された『生きて行く私』は自伝的小説として以後宇野の代名詞となる。1990年（平成2年）文化功労者。
晩年に到るまで旺盛な活動を続けた女性実業家の先駆者としても知られる。結婚離婚を繰り返すたびに家を建て替え、「数えて見ると、十一軒建てた勘定になるから」と、それを『私が建てた家』という随筆にしてしまったり、長寿で、それを『私何だか死なないような気がするんですよ』という書名のエッセイにまとめてしまったりする愛嬌があった。
1996年6月10日、急性肺炎のため東京都港区の虎の門病院において98歳の生涯を閉じた。戒名は謙恕院釈尼千瑛。忌日は「薄桜忌」と名付けられた。
岐阜県本巣市（旧本巣郡根尾村）にある樹齢1500年以上の彼岸桜の古木である「淡墨桜」の保護を訴え活動した。同市のさくら資料館には淡墨桜に関する千代の作品が展示してある。

## 年譜

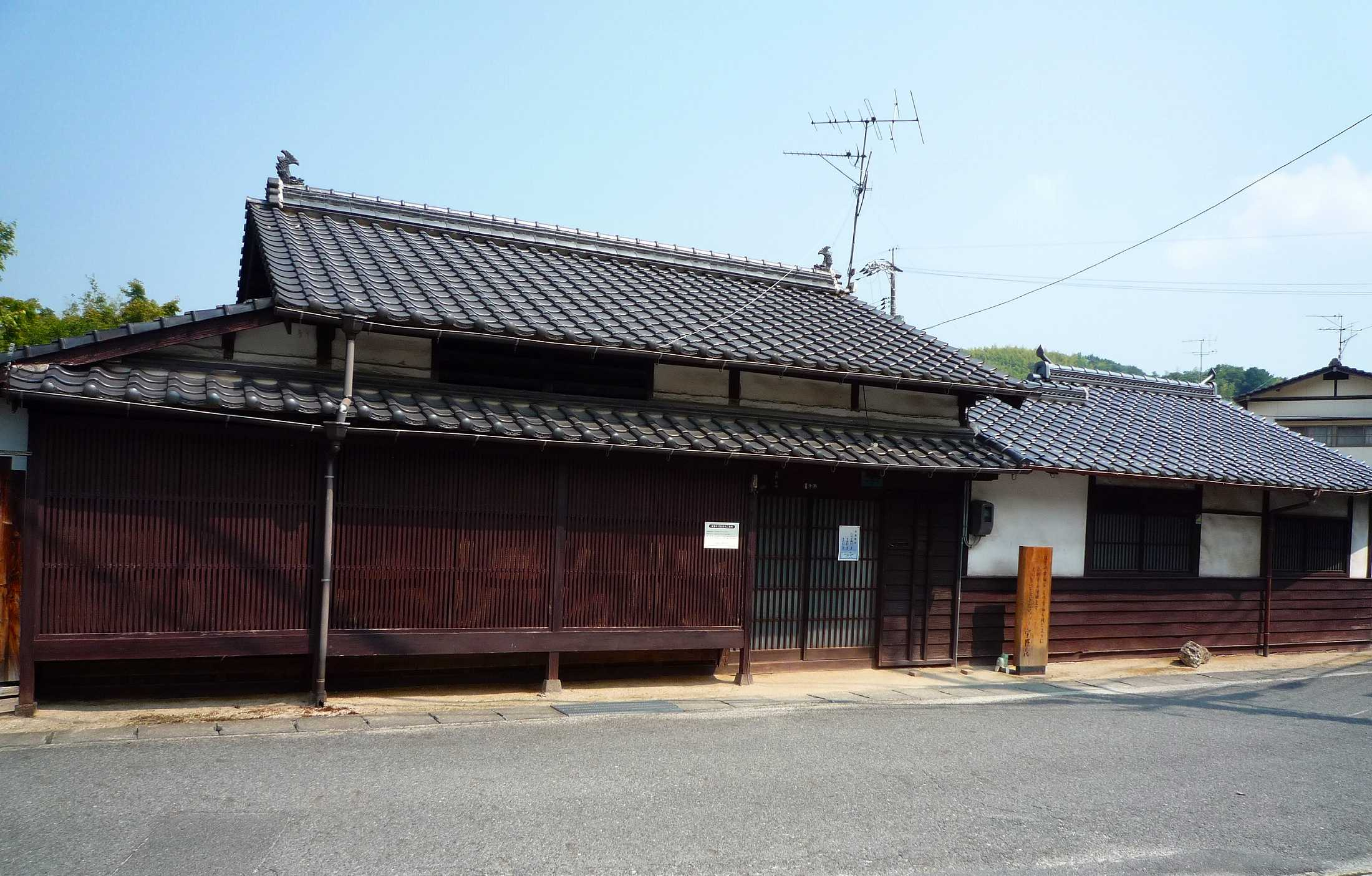
生家

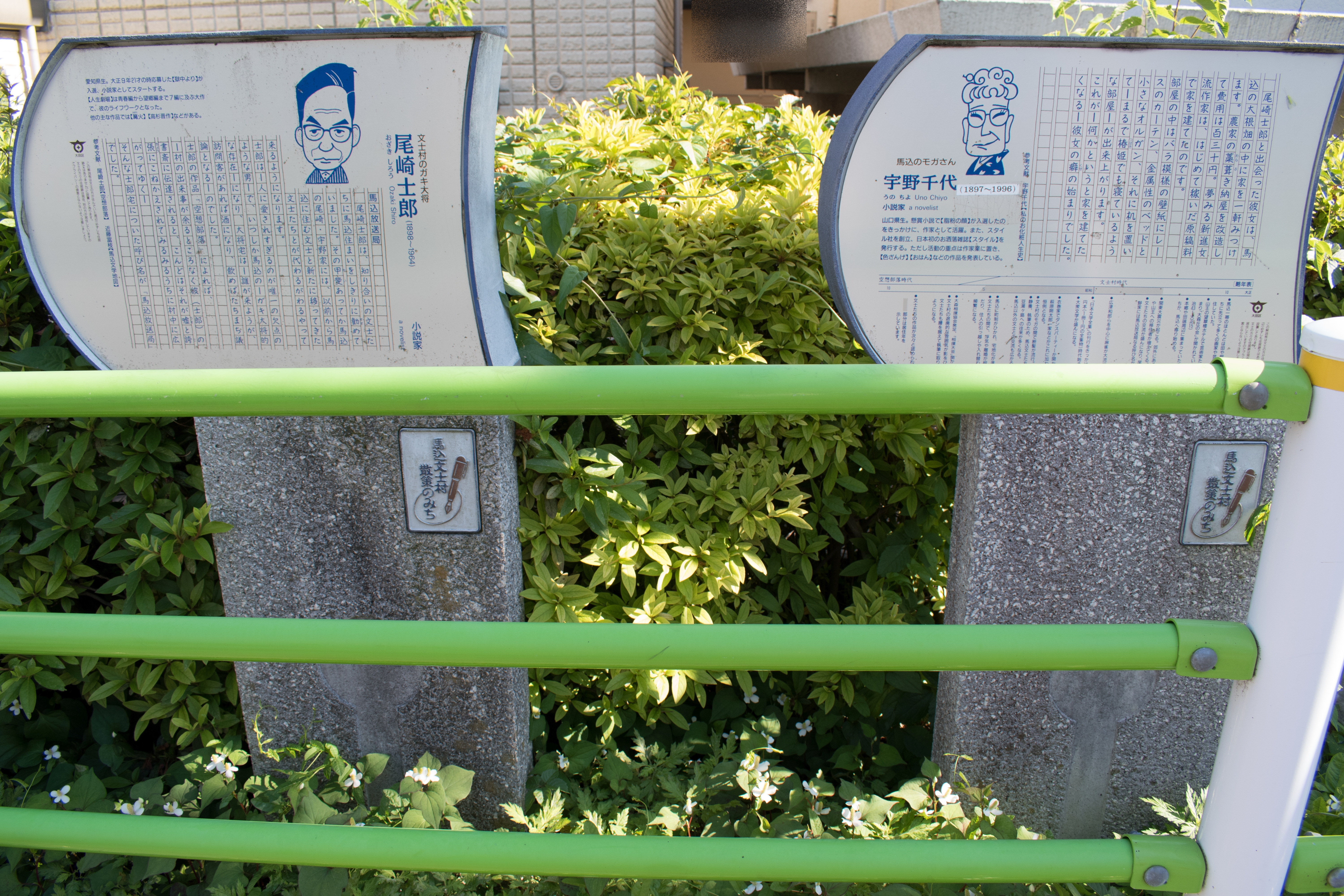
千代と尾崎の旧居跡の碑（東京都大田区南馬込四丁目）

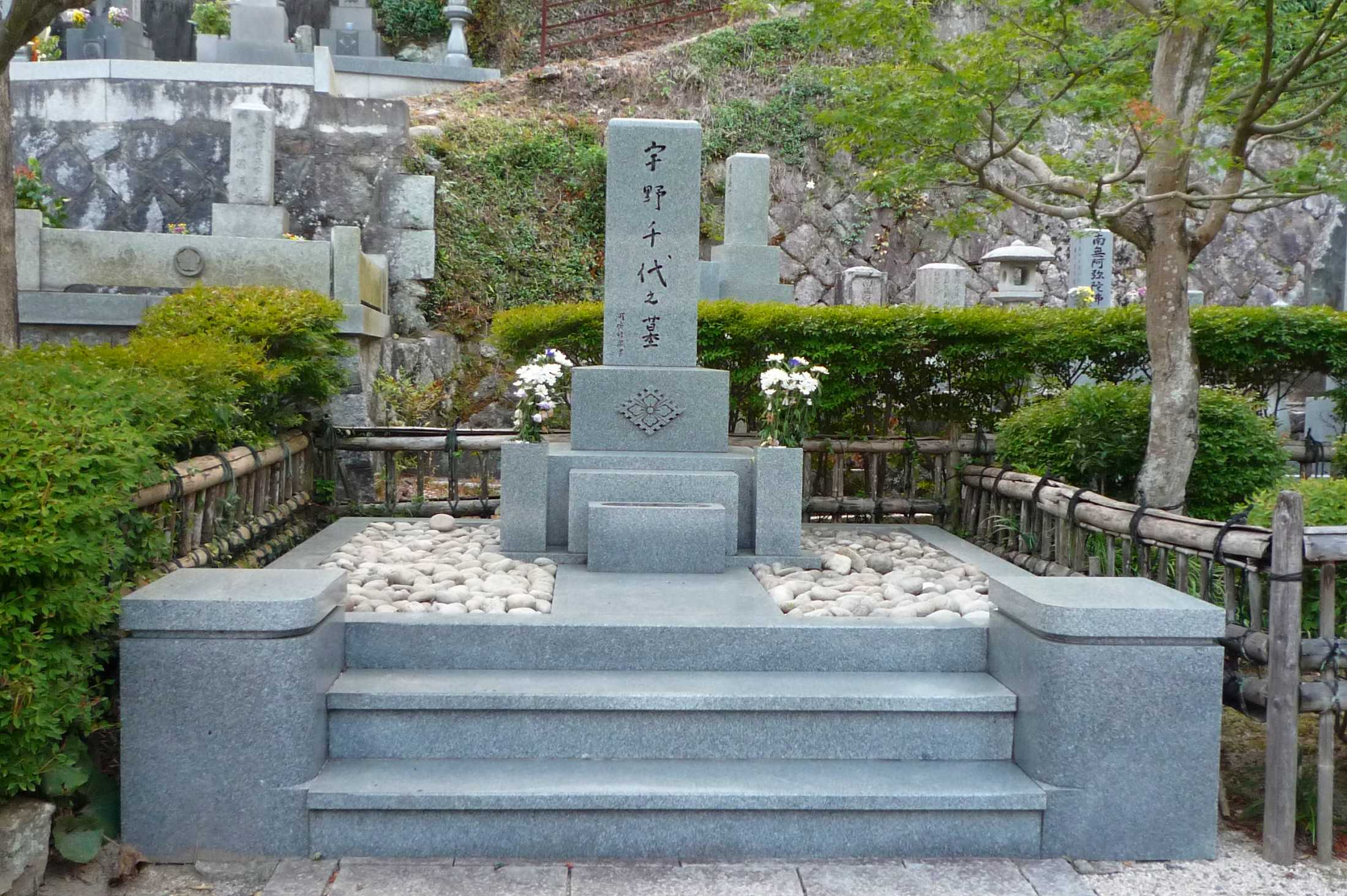
宇野千代の墓（山口県岩国市）

- 1911年（明治44年） - 義母の姉の子の藤村亮一に嫁入りするが十日ほどで帰宅する。
- 1913年（大正2年） - 父・俊次が57歳で没。
- 1914年（大正3年） - 岩国高等女学校卒、川上村小学校代用教員となる。
- 1915年（大正4年） - 鑓田研一らと回覧雑誌を作る。同僚教師との恋愛で退職、大池房代を頼って朝鮮京城に渡る。
- 1916年（大正5年） - 帰国し、亮一の弟の忠が第三高等学校学生だったので頼って京都へ行き同棲生活をする。
- 1917年（大正6年） - 忠が東京帝国大学に入学、ともに上京。各種職業を転々とし、燕楽軒に働く。
- 1919年（大正8年） - 忠と正式に結婚し藤村姓となる。
- 1920年（大正9年） - 忠が大学卒業、北海道拓殖銀行札幌支店に勤務、北海道に暮す。
- 1921年（大正10年） - 『脂粉の顔』が「時事新報」懸賞で一等となる。二等は尾崎士郎、選外佳作に横光利一。
貧しく若い一人の女給が、ひいき客から競馬に誘われ、きおい立って勢一杯の期待で出かけたところ、その客は一人の美しい自信ありげな女性を連れていて、女主人公は自分にだけ分っている自分の気持で切なく苦しむという短編[9]。
- 1922年（大正11年） - 滝田樗陰に送った原稿の返事がないので上京。『墓を暴く』が中央公論に掲載されたことを知り、郷里岩国へ帰り、上京。尾崎士郎と同棲を始める。
- 1923年（大正12年） - 尾崎とともに馬込に住み小説を発表する。短編集『脂粉の顔』を上梓。
- 1924年（大正13年） - 忠と協議離婚。筆名を宇野千代に改める。吉屋信子と親しくなる。
- 1926年（大正15年） - 尾崎と正式に結婚。
- 1928年（昭和3年） - 梶井基次郎との関係が噂となり尾崎と別居。
- 1930年（昭和5年） - 東郷青児と知り合い同棲。尾崎とは正式に離婚。
- 1933年（昭和8年） - 『色ざんげ』を発表。
- 1934年（昭和9年） - 東郷とともに麻雀賭博に参加していた容疑で検挙される[10]。同年、東郷と別れる。
- 1936年（昭和11年） - 「スタイル」誌を創刊。
- 1939年（昭和14年） - 北原武夫と結婚。媒酌人は、吉屋信子と藤田嗣治。
- 1947年（昭和22年） - スタイル社の「文体」誌に『おはん』の連載を始める。
- 1949年（昭和24年） - 井上友一郎の『絶壁』が宇野夫妻をモデルとしたものと言われ紛糾する。
- 1951年（昭和26年） - フランス旅行。
- 1957年（昭和32年） - 『おはん』を上梓、野間文芸賞を受賞。
- 1959年（昭和34年） - スタイル社が倒産。
- 1964年（昭和39年） - 北原と離婚。
- 1966年（昭和41年） - 『刺す』を上梓。
- 1971年（昭和46年） - 女流文学賞を受賞。
- 1972年（昭和47年） - 芸術院賞受賞、芸術院会員。
- 1974年（昭和49年） - 勲三等瑞宝章受章。
- 1977年（昭和52年） - 『宇野千代全集』の刊行始まる。
- 1982年（昭和57年） - 菊池寛賞受賞。
- 1983年（昭和58年） - 『生きて行く私』を刊行。
- 1990年（平成2年） - 文化功労者。

## 著作
- 『幸福』（金星堂、1924年）
- 『白い家と罪』（新潮社、1925年）
- 『晩唱』（現代短篇小説選集』（文芸日本社、1925年）
- 『罌粟はなぜ紅い』（中央公論社、1930年）
- 『オペラ館サクラ座』（改造社、1934年）
- 『色ざんげ』（中央公論社、1935年、のち新潮文庫・岩波文庫など）
- 『あひびき』（新陽社、1936年）
- 『別れも愉し』（第一書房、1936年、のち集英社文庫）
- 『ひとの男』（版画荘、1937年）
- 『月夜』（中央公論社、1938年）
- 『恋の手紙』（中央公論社、1939年）
- 『女の愛情』（鱒書房、1939年）
- 『ある客間での物語』（スタイル社出版部、1941年）
- 『日露の戦聞書』（文体社、1943年）
- 『人形師天狗屋久吉』（文体社、1947年、のち集英社文庫）
- 『わたしの青春物語』（酣灯社、1947年）
- 『ピイピイ三吉』（國民圖書刊行會、1947年）
- 『私のお化粧人生史』（中央公論社、1955年、のち中公文庫）
- 『おはん』（中央公論社、1957年、のち中公文庫、新潮文庫など）
- 『きもの読本』（長嶋書房、1957年）
- 『女の日記』（講談社、1960年、のち文芸文庫）
- 『刺す』（新潮社、1966年、のち集英社文庫）
- 『風の音』（中央公論社、1969年、のち中公文庫）
- 『親しい仲』（随筆集』（講談社、1970年）
- 『貞潔』（短編小説集』（講談社、1970年）
- 『私の文学的回想記』（中央公論社、1972年、のち中公文庫、改題『思いのままに生きて』、集英社文庫）
- 『或る一人の女の話』（文藝春秋、1972年）
- 『雨の音』（文藝春秋、1974年、のち講談社文芸文庫）
- 『恋は愉しいか』（大和書房、1974年）
- 『八重山の雪』（文藝春秋、1975年）
- 『薄墨の桜』（新潮社、1975年、のち集英社文庫）
- 『ママの話』（中央公論社、1976年）
- 『往復書簡』（中里恒子共著、文藝春秋、1976年）
- 『水西書院の娘』（中央公論社、1977年、のち中公文庫）
- 『宇野千代全集』全12巻 （中央公論社、1977–78年）
- 『或る日記』（集英社、1978年）
- 『大人の絵本』（成瀬書房、1978年）
- 『残ってゐる話』（集英社、1980年）
- 『幸福人生まっしぐら』（大和書房、1980年）
- 『青山二郎の話』（中央公論社、1980年、のち中公文庫）
- 『悪徳もまた』（新潮社、1981年、のち新潮文庫）
- 『或るとき突然』（中央公論社、1981年、のち中公文庫）
- 『幸福を知る才能』（正・続、海竜社、1982 – 1984年、のち集英社文庫）
- 『自伝的恋愛論』（大和書房、1983年）
- 『生きて行く私』（毎日新聞社、1983年、のち中公文庫、角川文庫）
- 『生きて行く私  人生相談篇』（毎日新聞社、1984年）
- 『或る男の断面』（講談社、1984年、のち中公文庫）
- 『幸せのつくり方』（小学館、1984年）
- 『私はいつでも忙しい』（中央公論社、1984年、のち中公文庫）
- 『私のおとぎ話』（中央公論社、1985年、のち文芸社）
- 『私は幸福昔もいまもこれからも』（海竜社、1985年）
- 『私の作ったお惣菜』（海竜社、1986年、のち集英社文庫）
- 『幸福は幸福を呼ぶ』（海竜社、1986年、のち広済堂文庫、集英社文庫）
- 『普段着の「生きて行く私」』（毎日新聞社、1986年、のち集英社文庫）
- 『しあはせな話』（中央公論社、1987年、のち中公文庫）
- 『倖せを求めて生きる』（海竜社、1987年、のち集英社文庫）
- 『行動することが生きることである』（海竜社、1988年、のち集英社文庫）
- 『一ぺんに春風が吹いて来た』（中央公論社、1989年、のち中公文庫）
- 『私のしあわせ人生』（毎日新聞社、1990年、のち集英社文庫）
- 『恋愛作法』（海竜社、1991年、のち集英社文庫）
- 『生きる幸福老いる幸福』（海竜社、1992年、のち集英社文庫）
- 『私は夢を見るのが上手』（中央公論社、1992年、のち中公文庫）
- 『私の幸福論』（海竜社、1993年、のち集英社文庫）
- 『幸福に生きる知恵』（講談社、1993年、のち中公文庫）
- 『私の長生き料理』（海竜社、1993年、のち集英社文庫）
- 『人生学校』（海竜社、1994年）
- 『私の作ったきもの』（海竜社、1994年）
- 『私何だか死なないような気がするんですよ』（海竜社、1995年、のち集英社文庫）
- 『幸福人生まっしぐら』（大和書房、1996年）
- 『不思議な事があるものだ』（中央公論社、1996年、のち中公文庫）
- 『百歳ゆきゆきて』（世界文化社、2002年）
- 『老女マノン・脂粉の顔 他四篇』（岩波文庫、2019年）、新編
- 『青山二郎の話・小林秀雄の話』（中公文庫、2019年）、新編
- 『98歳まで生きてわかった、「超ポジティブ思考」がいちばん！』 (幻冬舎、2022年)
- 『98歳ポジティブ人生のコツ「いつだって今が最高！」 』(WAVE出版、2023年)
- 『九十歳、イキのいい毎日』(中央公論新社、2023年)

### 復刊
- 『脂粉の顔』近代女性作家精選集 10 （ゆまに書房、1999年）
- 『あひびき』近代女性作家精選集 11 （ゆまに書房、1999年）
- 『幸福』近代女性作家精選集 31 （ゆまに書房、2000年）
- 『新選宇野千代集』近代女性作家精選集 32 （ゆまに書房、2000年）

### 評伝
- 『宇野千代振袖桜』（聞き手三宅菊子、マガジンハウス、1989年）
- 『宇野千代 女の一生』新潮社〈とんぼの本〉、2006年
- 尾形明子 『宇野千代 女性作家評伝シリーズ』新典社、2014年
- 工藤美代子 『恋づくし 宇野千代伝』中央公論新社、2015年
- 『宇野千代 華麗なる作家の人生 生誕120年記念総特集』河出書房新社〈夢ムック〉、2017年

## 映像作品

### 映画
- 1956年 - 「色ざんげ」（監督：阿部豊、出演：森雅之、北原三枝、田中絹代（特別出演）ほか）
- 1984年 - 「おはん」（監督：市川崑、出演：吉永小百合、石坂浩二、大原麗子ほか）

### TVドラマ
- 1984年 - 『生きて行く私』（毎日放送 連続ドラマ 出演：十朱幸代）
- 1991年 - 『生きて行く私』（フジテレビ 妻たちの劇場 出演：宮崎美子）
- 2026年度後期（連続テレビ小説）『ブラッサム』

## その他

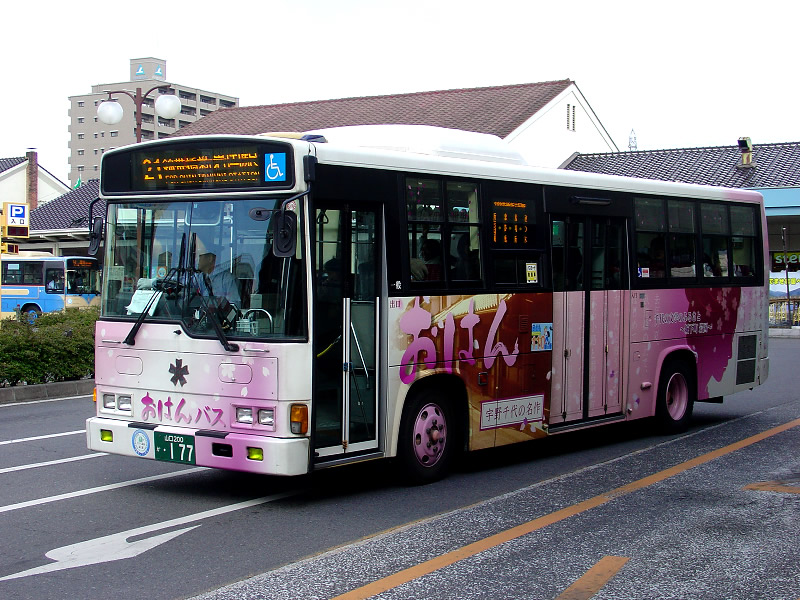
岩国市営バス「おはんバス」

岩国市のJR西日本各駅に、以下の展示物・記念物がある。
- 岩国駅西口（正面）側
  - 錦帯橋上で撮影された本人の写真パネル（1番線ホーム西口改札横）
  - 書斎机を再現した展示ケース（西口駅舎出入口・正面北寄り付近）
  - 「おはんベンチ」と名付けられた、バス待合客用木製ベンチ（駅舎外通路にあるバス停留所）
- 西岩国駅
  - 本人を写した写真パネル（待合室内）
  - 「宇野千代のふるさと」と記した看板（駅舎出入口の軒、駅名表記板の上）
- 川西駅
  - 「ようこそ 私のふるさと 川西へ」と書かれた本人の写真入りの看板（駅ホーム）

また、岩国市交通局により運行されているギャラリーバスの中に千代本人および代表作であるおはんを題材として扱った「おはんバス」がある。
なお岩国市川西に現在でも生家が保存されており、維持管理業務を目的に特定非営利活動法人宇野千代生家が2005年8月3日に設立されている（生家そのものは岩国市が所有）。